# Friedrich Leopold von Ruits
Friedrich Leopold von Ruits (* 16. November 1736 in Königsberg; † 8. Februar 1811 ebenda) war ein preußischer Generalleutnant, Chef des Infanterieregiments Nr. 8 sowie Kommandant von Warschau.

## Leben

### Herkunft
Seine Eltern waren Friedrich Jakob von Ruits (Rüts) (1683–1746) und dessen Ehefrau Maria Elisabeth, geborene von Pelet (1706–1786). aus dem Haus Glaubitten. Sein Bruder war der spätere Generalleutnant Emil Philipp Friedrich (1727–1800). Sein Vater war Herr auf Bersnicken sowie preußischer Oberst und Kommandeur des Garnisonregiments XI.

### Militärkarriere
Ruits war ab 21. September 1749 Kadett in Berlin. Am 19. Oktober 1752 wurde er dann als Gefreitenkorporal im Infanterieregiment „Dohna“ der Preußischen Armee angestellt. Dort wurde er am 2. April 1754 Fähnrich. Während des Siebenjährigen Krieges nahm er an den Schlachten von Groß-Jägersdorf, Kay und Kunersdorf teil. Er kämpfte bei der Belagerung von Schweidnitz sowie den Gefechten von Meißen, Pretsch, Maxen und Leutmannsdorf. In der Zeit wurde er am 15. November 1757 Sekondeleutnant und am 22. Januar 1762 als Premierleutnant in das Infanterieregiment „Syburg“ versetzt. Am 12. April 1763 wurde er letztlich Inspektionsadjutant bei Generalleutnant von Stutterheim, war aber weiter im Regiment. Am 24. Juni 1763 wurde er Stabskapitän und Quartiermeisterleutnant. Am 12. April 1769 ersetzte er den Major von Baehr als Adjutant des Generalleutnants und am 3. August 1769 kam er letztlich in das Infanterieregiment in dem Stutterheim Regimentschef war. Dort wurde er am 29. August 1772 Kapitän und Kompaniechef. Am 2. November 1777 wurde er Major und am 27. November 1778 Bataillonskommandeur. Als solcher nahm Ruits dann am Bayerischen Erbfolgekrieg teil. Am 1. Februar 1784 wurde er zum Kommandeur des Grenadierregiments „Rautter“, das sich aus den Grenadieren des Regiments Nr. 2 und Nr. 16 zusammensetzte.
Am 11. März erfolgte dann die Beförderung zum Oberstleutnant und am 31. Dezember 1786 kam er wieder in das Infanterieregiment „Wildau“. Am 11. Juni 1788 wurde er zum Oberst befördert und am 26. September 1790 zum Regimentskommandeur ernannt. Ruits galt als fähiger Offizier. Daher ernannt ihn König Friedrich Wilhelm II. am 29. Dezember 1792 zum Chef des Infanterieregiments „von Genzkow“ und am 15. Januar 1793 zum Generalmajor. Dessen alter Chef wurde entlassen, da er die Erwartungen nicht erfüllt hatte. Zudem wurde er am 19. März 1794 Generalinspekteur der oberschlesischen Infanterieinspektion als Nachfolger des Generals Götze.
Ruits nahm 1794/95 am Krieg gegen Polen teil. Dort gelang ihm die Einnahme von Krakau. Dieses war wichtig, da sich dort die polnischen Krönungsinsignien befanden. Daher erhielt er am 28. Juni 1794 spezielle Anweisungen, um für deren Sicherheit zu sorgen.
Am 25. Dezember 1795 wurde ihm das Infanterieregiment „Pirch“ gegeben, dazu wurde er Kommandant von Warschau und Generalinspekteur der Inspektion Warschau, was eine Zulage von 1000 Talern bedeutete. Am 20. Mai 1798 wurde Ruits mit Patent vom 2. Juni 1798 Generalleutnant. Er erhielt am 23. Juni 1802 noch den Großen Roten Adlerorden, dazu am 24. September 1804 jährliche Douceur-Gelder von 2000 Talern.
Am 11. September 1806 erhielt er seinen Abschied mit einer Pension von 1500 Talern. Er starb einige Jahre später am 8. Februar 1811 in Königsberg.

### Familie
Ruits heiratete am 16. Mai 1777 in Königsberg Friederike Wilhelma von der Groeben (* 6. August 1778; † 5. November 1843) aus dem Haus Beisleiden. Das Paar hatte folgende Kinder:
- Friedrich Konrad Leopold (* 6. August 1778; † 22. Januar 1861), preußischer Oberstleutnant
- Karl Eduard (* 1. Mai 1780)
- Ernst Ludwig Wilhelm (* 28. Mai 1782)
- Wilhelm  (* 23. März 1784), preußischer Premierleutnant
- Hermann (* 1786)
- Ferdinand Wilhelm (* 3. Dezember 1788)
- Karl Rudolf Adolf (* 31. Mai 1790), preußischer Premierleutnant
- Heinrich Franz Friedrich (* 12. Februar 1796), preußischer Leutnant
- Alexander Ernst (* 13. Dezember 1797), preußischer Major